# Кожушанка
Кожушанката е традиционно украинско палто от овча кожа, подобно на елек.
Кожушанките са зимни дрехи, носени от жени, обикновено в региона на средния Днепър, включително Левобережната и степната област, а също и в района на Лемко, особено в централните райони. Смята се, че те са възникнали в периода на казашката епоха. Палтата варират в цвят от регион до регион.